# Tarenna compactiflora
Tarenna compactiflora là một loài thực vật có hoa trong họ Thiến thảo. Loài này được (Kurz) Bremek. miêu tả khoa học đầu tiên năm 1934.